# Pohorská Ves
Pohorská Ves è un comune della Repubblica Ceca facente parte del distretto di Český Krumlov, in Boemia Meridionale.

## Frazioni
Il comune di Pohorská Ves è formato dalle località di Janova Ves (Johannesdorf), Lužnice (Luschnitz), Pohoří na Šumavě (Buchers) e Pohorská Ves e dalle borgate di Terčí Dvůr (Theresienhof), Baronův Most (Baronbrücke), Leopoldov (Leopoldsdorf), Ulrichov (Köhlerhäusel) e Žofín (Sophienthal).